# Theodora Komnene
Theodora Komnene, född cirka 1145, död efter 1183, var en drottning av Jerusalem, gift med kung Balduin III av Jerusalem. Hon var dotter till den bysantinske prinsen Isaac Komnenos och Eirene Synadene och sondotter till kejsar Johannes II Komnenos.  
Äktenskapet arrangerades 1157 på initiativ från Jerusalem som en allians mot den syriske sultan Nur ed-Din. Theodora beskrivs som en skönhet och fick en stor hemgift av Bysans och Akko som änkeförläning av Jerusalem vid giftermålet 1158. Balduin ska ha varit en trogen och hängiven make och äktenskapet beskrivs som lyckligt men barnlöst. Som sjuttonårig änka fick hon 1162 Akko som län enligt löftet. 
År 1166 kom hennes släkting prins Andronikos på besök. Theodora och Andronikos inledde ett förhållande och rymde till Nur ed-Din i Beirut, där de fick två barn. Andronikos blev bannlöst för incest och Theodora förlorade Akko som län. 
Paret bosatte sig senare i Anatolien, där Andronikos blev borgherre i Paflagonien. Theodora och barnen blev några år senare tillfångatagna av kejsar Manuel I Komnenos, som förde dem till Konstantinopel som lockbete för Andronikos. Andronikos återvände också till Konstantinopel 1180 och underkastade sig Manuel. 
År 1183 tog Andronikos makten i Bysans och krönte sig till monark. Det finns inga tecken på att Theodora återupptog sitt förhållande med honom.  Hon övertalade Andronikos att betala lösesumman för hennes nevö Isaac, som senare gjorde uppror och tog kontrollen över Cypern. Hennes dotter gifte sig vid denna tid med Alexios, son till kejsar Manuel och hans mätress Theodora Vatatazina. Det har föreslagits av Theodora och hennes dotters svärmor deltog i en konspiration mot Andronikos, men det finns inga bevis för detta. Hennes sista tid är känd.    